# Fritton (South Norfolk)
Fritton – wieś w Anglii, w Norfolk. W 1931 wieś liczyła 152 mieszkańców.